# Suore orsoline di Maria Vergine Immacolata
Le Suore Orsoline di Maria Vergine Immacolata sono un istituto religioso femminile di diritto pontificio: i membri di questa congregazione, dette Orsoline di Gandino, pospongono al loro nome la sigla O.M.V.I.

## Storia
La congregazione venne fondata a Gandino dal parroco locale Francesco Della Madonna: il 3 dicembre 1818 con 11 giovani (4 venute dalla Brianza e 7 della Val Gandino), cui affidò l'educazione delle ragazze nella scuola elementare comunale di Gandino e nel collegio interno; nel 1820 il governo del Regno Lombardo-Veneto approvò la Casa di educazione di Gandino.
Il sodalizio venne eretto in istituto di diritto diocesano con decreto del vescovo della Bergamo Pietro Luigi Speranza del 19 luglio 1858: lo stesso giorno venne celebrata la cerimonia della prima professione pubblica dei voti da parte di 19 religiose.
L'istituto ottenne il pontificio decreto di lode l'8 febbraio 1904 e venne approvato definitivamente dalla Santa Sede nel 1909.

## Attività e diffusione
Le Orsoline di Gandino si dedicano all'istruzione e all'educazione cristiana della gioventù nelle scuole materne, primarie e secondarie: gestiscono anche pensionati, collegi universitari, centri di accoglienza per minori in difficoltà e case di riposo.
Sono presenti in Argentina, Brasile, Eritrea, Etiopia, Kenya, Italia e Polonia: la sede generalizia è a Bergamo.
Al 31 dicembre 2005 l'istituto contava 431 religiose in 63 case.